# 中国共产党中央委员会澳门工作委员会
中国共产党中央委员会澳门工作委员会，通称中共中央澳门工作委员会，简称中央澳门工委，是中国共产党中央委员会在澳门的派出机构，与中華人民共和國中央人民政府（國務院）在澳門的代表機構中央人民政府驻澳门特别行政区联络办公室（澳门中联办）一个机构两块牌子。

## 沿革
1952年，中共中央华南分局重组香港工作机关，将澳门工作并入，改称中国共产党港澳工作委员会（中共港澳工委），隶属中共中央华南分局（叶剑英任第一书记），仍设于广州。1956年迁至香港。
中共港澳工委下设有澳门分工委，直属中共港澳工委领导。由南光贸易公司总经理柯正平出面进行澳门分工委的对外活动。中华人民共和国成立初期，中共在澳门的组织处于秘密状态。朝鲜战争爆发后，中共在澳门的有组织活动逐渐半公开。澳葡政府承认柯正平是中华人民共和国政府在澳门的代表。柯正平在中共的领导下在澳门开展侨务等各方面工作，常同广东省、广州市负责人尹林平、曾生及谭天度、柯麟等联系，汇报工作，并且向叶剑英报告。每次柯正平从澳门回广州时，叶剑英都同他共餐面叙,听取汇报，询问澳门情况，并给予指示。1951年12月，叶剑英在给毛泽东、中共中央和中共中央中南局的报告《华南区一九五二年工作计划纲要》中，就加强澳门工作提出建议。
1987年，中共十三大召开，港澳地区的中共十三大代表仍旧归入广东省代表团，除了许家屯（中共港澳工委书记、新华社香港分社社长）、乔宗淮（新华社香港分社副社长）外，中新社还报道了毛钧年（新华社香港分社副社长、香港基本法咨询委员会秘书长）、陈凤英（新华社香港分社社长助理）为代表。当时的中共港澳工委（对外名义上是“新华社香港分社”）机关驻香港，在澳门设分工委。此后每届中国共产党全国代表大会都有在香港、澳门的党员作为代表参加。
1987年9月21日，新华社澳门分社成立，周鼎出任首任社长。新华社澳门分社是由南光公司部分职能更名而成。澳门分工委从原先与南光公司一个机构两块牌子，变为与新华社澳门分社一个机构两块牌子。
1992年1月，撤销中共港澳工委，分别成立中共中央直接领导的中共中央香港工作委员会（中共中央香港工委）和中共中央澳门工作委员会（中共中央澳门工委）。中共中央澳门工委与新华社澳门分社实行一个机构两块牌子。2000年1月18日设立中央人民政府驻澳门特别行政区联络办公室后，中共中央澳门工委改与中央人民政府驻澳门特别行政区联络办公室实行一个机构两块牌子。中共中央澳门工委书记为中央人民政府驻澳门特别行政区联络办公室主任。
2012年中共十八大召开前，中共中央香港工委和中共中央澳门工委首次成为独立选举单位，选举产生中共十八大代表。
2015年1月20日，中央政法工作会议在北京召开，“香港工委和澳门工委”首次在中央会议的报道中出现。